# Montigny-sur-Loing
Montigny-sur-Loing é uma comuna francesa localizada na região administrativa da Île-de-France, no departamento Sena e Marne. A comuna possui 2553 habitantes segundo o censo de 1990.